# Seckauer Monatsregeln

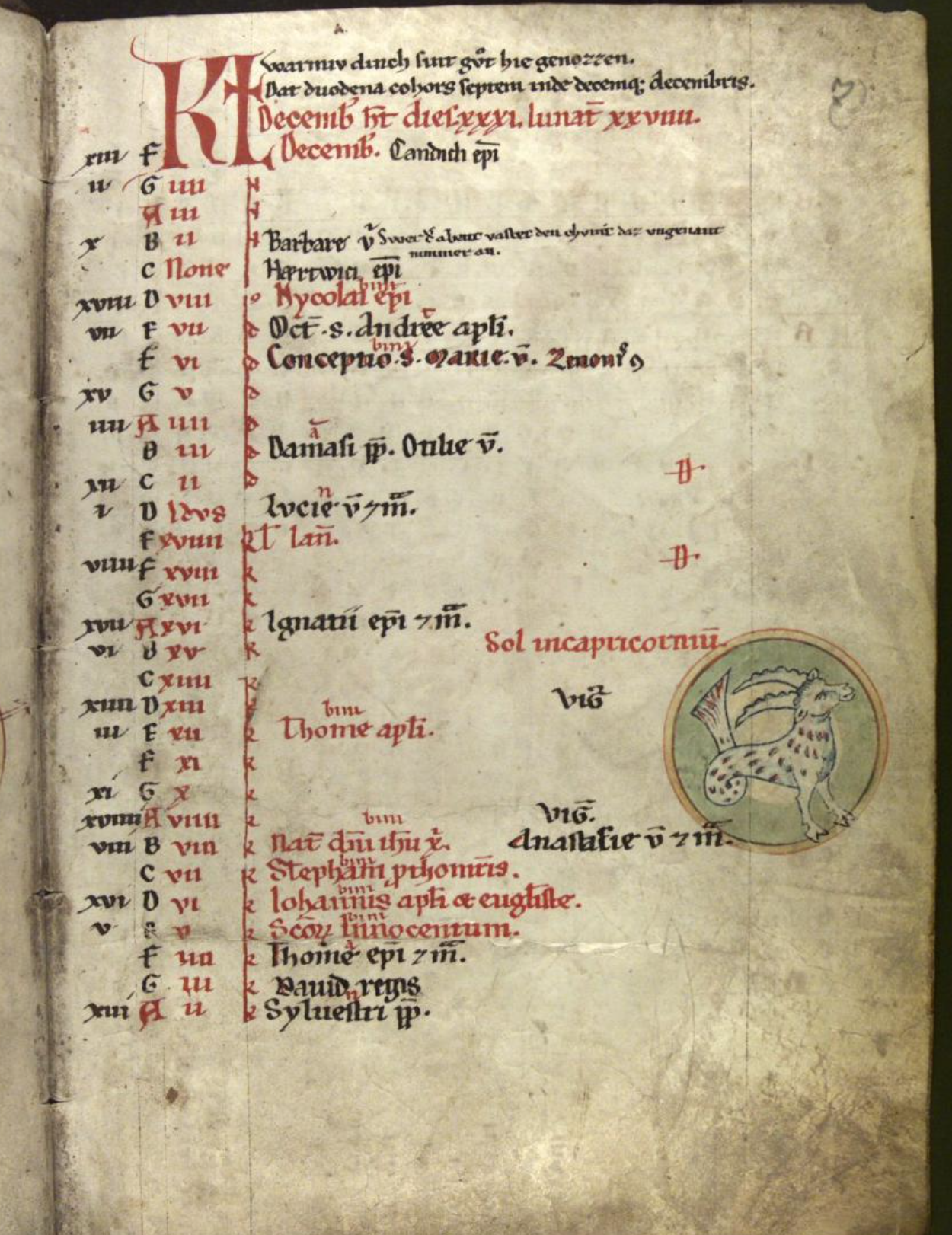
Abb.1.: Monat Dezember (UBG Ms 287, fol.7r)

Bei den Seckauer Monatsregeln oder Grazer Monatsregeln handelt es sich um zwölf historische, prägnante und leicht einprägsame Kalendersprüche, die Ratschläge für körperliches Wohlbefinden geben und nach denen man sich das Jahr hindurch in seiner Lebensweise orientieren konnte.
Die Ratschläge beziehen sich vorwiegend auf Gesundheitsvorsorge, also Prophylaxe, sowie Therapie und richten sich an ein medizinisches Laienpublikum. Wohl zum Gebrauch für die Augustiner-Chorfrauen in Seckau wurden die Sprüche vermutlich bereits Ende des 12. Jahrhunderts aus dem Lateinischen ins Deutsche übersetzt. Die Seckauer Monatsregeln sind das älteste bekannte deutschsprachige Monatsregimen und damit eine der wenigen deutschsprachigen medizinischen Texte des 12. und 13. Jahrhunderts.

## Überlieferung
Überliefert sind die Seckauer Monatsregeln im Codex UB Graz Ms. 287 Breviarum monialium Seccoviensium, fol. 1–12. Aufgrund des Aufbewahrungsortes der Handschrift, der Sondersammlung der Grazer Universitätsbibliothek, werden sie häufig auch als „Grazer Monatsregeln“ bezeichnet und finden sich daher auch unter ebendieser Bezeichnung in der Sekundärliteratur wieder. In ihrer Erstedition wurden die Seckauer Monatsregeln nicht nur mit fälschlicher Provenienzzuweisung an Sankt Lambrecht, sondern auch durch ein Versehen ohne den Monat September herausgegeben.
Aufgezeichnet in einem Jahreskalender, der jedes Jahr erneut verwendet werden konnte, finden sich die volkssprachlichen Kalendersprüche jeweils in der ersten Zeile am oberen Seitenrand der jeweiligen Kalenderseite, wobei jedem Monat eine ganze Pergamentseite zugedacht wurde. Direkt darunter wird der Kalenderspruch in lateinische Hexameter übersetzt.
Erst dann beginnt die Aufzählung der einzelnen Monatstage mitsamt einer genauen Zuordnung der Namenstage von Heiligen sowie den damit verbundenen Gedenkfesten.

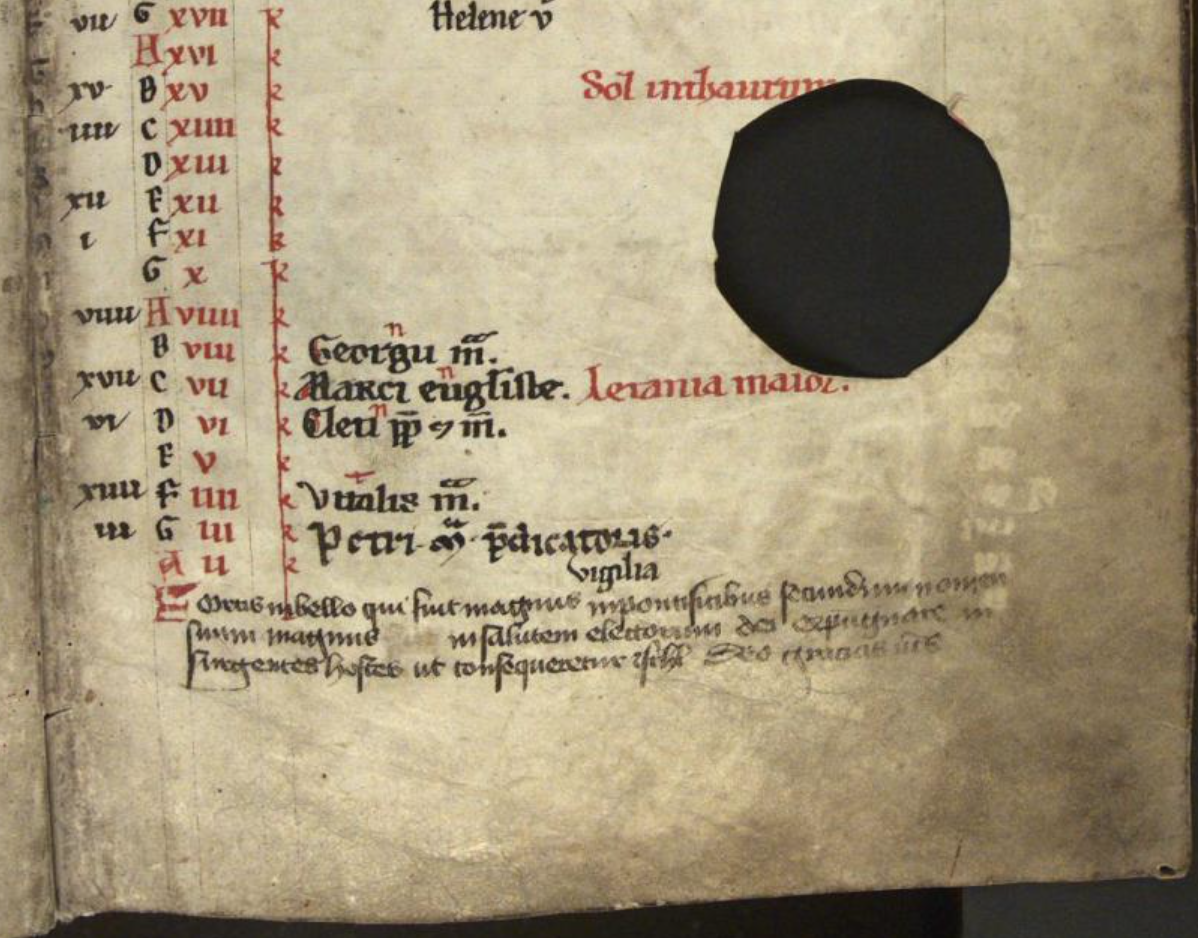
Abb.2.: Loch in HS im Monat Februar (UBG Ms 287, fol.3r)

Die Überlieferung der volkssprachlichen Gesundheitsregeln am oberen Seitenrand lässt jedoch nicht auf eine Marginalüberlieferung, also eine Randaufzeichnung, die erst zu einem späteren Zeitpunkt am Rand des bereits vorhandenen Textes aufgezeichnet wurde, schließen. Das Schriftbild sowie jeweils die Einbettung der volkssprachlichen Monatsregeln im Gesamtlayout der Seite und auch die Prominenz der volkssprachigen Zeile gegenüber der lateinischen, welche erst an zweiter Stelle angeführt wird, deuten vielmehr darauf hin, dass die Seckauer Monatsregeln bereits in der Konzeption bzw. im Entstehungsprozess der Handschrift eingeplant, eingebunden und sogar bewusst an den Beginn jeder Seite gestellt worden waren.
Auf jeder der zwölf Seiten finden sich Illustrierungen der Tierkreiszeichen der jeweiligen Monate. In der Seckauer Handschrift sind diese jedoch nicht mehr vollständig erhalten. An den Stellen, an welchen wohl jeweils eine Abbildung auf den Kalenderseiten der Monate Februar und April platziert gewesen sein dürfte, wurde dieser Teil der jeweiligen Seite entfernt, sodass an beiden Stellen ein jeweils sehr sorgfältig ausgeschnittenes Loch in der Pergamentseite klafft.
Es ist davon auszugehen, dass es sich bei den beiden fehlenden Tierkreiszeichen um den Stier im Februar und den Krebs im April gehandelt haben muss.

## Die Tradition derRegimen sanitatis/ mittelalterliche Diätetik
Dass die Prinzipien der Monatsregeln den Menschen in der Zeit des 12. Jahrhunderts (und auch im deutschsprachigen Raum) bereits durchaus bekannt gewesen sein dürften, lässt sich aus der langen Tradition der Literatur betreffend die Gesundheitsvorsorge, deren Wurzeln bis in die Griechische Antike reichen, erschließen.
Die Seckauer Monatsregeln stellen somit durchaus keine mittelalterliche Besonderheit dar, sondern sind aus der bis weit über das Mittelalter hinausragenden Tradition der Regimen sanitatis entstanden. Diese beziehen sich auf die humoralmedizinischen und diätetischen Theorien des griechischen Arztes Hippokrates von Kos, die von Galen von Pergamon ausgeweitet und stärker systematisiert wurden.
Die schriftliche Festhaltung ebendieser Regeln deuten auf eine ebenso bewährte wie reflektierte Tradition hin.
Der humoralmedizinische Zugang baut in der scholastischen Heilkunde auf einer Dreiteilung der biologischen Gegebenheiten des menschlichen Körpers auf: Das sind die res naturales (die Gesundheit und der Zustand des Körpers), die res non naturales (jene die Gesundheit beeinflussenden Faktoren, Umstände, Tätigkeiten) und die res praeter naturales (die Krankheit mitsamt Ursachen und Erscheinung). Um die Gesundheit des Körpers zu erhalten, müsse ein Gleichgewicht aller körperlichen Faktoren, der sex res non naturales, herrschen bzw. hergestellt werden.
Ist kein körperliches Gleichgewicht, sondern vielmehr eine Unausgeglichenheit sowie Unausgewogenheit in gewissen Aspekten gegeben, so soll dieses systematisch im Sinne des Grundsatzes Contraria contrariis durch Gegenteiliges wiederhergestellt werden. Am häufigsten wurde dies anhand des Verzehrs systematisch ausgewählter Lebensmittel (Essen und Trinken), Heilbäder (Bewegung und Ruhe), durch Aderlass oder Urin-Ausleitung (Füllen und Leeren) erzielt.
In das System der von Hippokrates von Kos und Galen von Pergamon geprägten Humorallehre eingebettet, werden den unterschiedlichen Lebensmitteln diverse ihnen zugrundeliegende Primärqualitäten bzw. Eigenschaften zugeschrieben:
- feucht + warm
- trocken + warm
- trocken + kalt
- feucht + kalt

Diesen Eigenschaftspaaren sind bei Hippokrates von Kos bereits unter anderem die vier Körpersäfte zugeordnet: Blut (warm und feucht), Schleim (kalt und feucht), schwarze Galle (kalt und trocken) sowie gelbe Galle (warm und trocken). Auch zwischen diesen Körpersäften soll ein Gleichgewicht herrschen, sozusagen ein ideales Mischungsverhältnis (Eukrasie). Ist ein solches Gleichgewicht in grobem Maße nicht gegeben (Dyskrasie), so führt dies zur Erkrankung des Körpers.
Diese Eigenschaften „feucht“, „trocken“, „warm“ und „kalt“ beziehen sich jedoch durchaus nicht nur auf objektiv messbare Temperaturen oder den qualitativen Unterschied zwischen „feucht“ und „trocken“. Sie beziehen sich vielmehr auf Eigenschaften, welche den Lebensmitteln in ihrer Auswirkung auf den Körper zugeschrieben werden. Gewisse Lebensmittel oder Gewürze wirken somit wärmend, kühlend, trocknend oder befeuchtend auf den Körper, indem sich ihre Wirkung in unterschiedlichen Graden durch die Verstoffwechslung entfalten kann.
Ein medizinisch versierter Koch konnte somit durch umfassende Kenntnisse der humoralen Diätetik mittels gezielter Anwendung ausgewählter Speisen, Kräuter sowie Gewürze zur Prävention beitragen oder zur Heilung verhelfen: Kochkunst konnte aus ernährungsdiätetischer Sicht gleichsam als Heilkunst verstanden werden.
Dieses umfassende System der Humoralpathologie bildet den Hintergrund für die Gesundheitsratschläge der Seckauer Monatsregeln.

## Inhalt und Übersetzung
Entgegen der Aufzeichnung im Codex, die mit dem Monat Jänner beginnt, soll hier der Monatsregel zum Monat Dezember begonnen werden, wie dies auch laut christlicher Tradition, wonach das Kirchenjahr mit dem ersten Adventsonntag beginnt, gehandhabt wird. (Dieselbe Vorgehensweise findet sich auch auf dem Seckauer Literaturpfad zu den Seckauer Monarstregeln sowie in dem darauf bezugnehmenden Band „Literarische Verortungen“) Auch dient ein solches Voranstellen des Dezembers dazu, die Einteilung in die vier Jahreszeiten und die inhaltlichen sowie diätetischen Zusammenhänge innerhalb jeder Jahreszeit zu verdeutlichen.
Vorausgeschickt sollte noch werden, dass innerhalb der charakteristischen 'Luftqualität' jeder Jahreszeit mitunter auch gewisse Variationsmöglichkeiten bestehen: Diese sind bedingt durch den Monat, die geographische Lage sowie durch das herrschende Tierkreiszeichen. Denn die Gestirnkonstellation befindet sich in stetigem Wechsel, was sich folglich auch auf die Sonne auswirkt, die dann in weiterer Folge die Lufttemperatur und das Klima bestimmt. Dieses Klima wird ferner durch die Winde beeinflusst, deren Qualitäten ebenso von „kalt“ und „trocken“ bis hin zu „warm“ und „feucht“ reichen.

| Jahreszeit | Monat     | Monatsregel                                              | Übersetzung                                                             |
| ---------- | --------- | -------------------------------------------------------- | ----------------------------------------------------------------------- |
| Winter     | Dezember  | Warmiu dinch sint guot hie genozzen                      | Hier ist es gut, warme Dinge zu sich zu nehmen.                         |
| Winter     | Januar    | In dem manot solt du niht chaltes niht ezzen.            | In diesem Monat sollst du nichts Kaltes essen.                          |
| Winter     | Februar   | Hie behuote dich vor dem froste. und la uf der hant.     | Hier hüte dich vor dem Frost und lass aus der Hand zur Ader.            |
| Frühling   | März      | Hie izze braten. Und bade emzechlichen.                  | Hier iss Gebratenes und bade häufig.                                    |
| Frühling   | April     | Hie nim getranch. Und la uf dem fuoze.                   | Hier nimm Trank und lass aus dem Fuß zur Ader.                          |
| Frühling   | Mai       | Hie iz diche ephich und poleium.                         | Hier iss viel Sellerie und Flohkraut.                                   |
| Sommer     | Juni      | Hie iz lattoch. Und obez. Und trinch nuohter.            | Hier iss Salat und Obst und trinke auf nüchternen Magen.                |
| Sommer     | Juli      | Hie solt du niht lazzen. Und gamandream und chume ezzen. | Hier sollst du nicht zur Ader lassen, aber Schafkraut und Kümmel essen. |
| Sommer     | August    | Hie vermide heizziu ezzen. Diu werrent.                  | Hier vermeide erhitzende Speisen. Die schaden.                          |
| Herbst     | September | Hie solt lazzen. Und dittamane und consolidam ezzen.     | Hier sollst du zur Ader lassen und Diptam sowie Consolida essen.        |
| Herbst     | Oktober   | Hie iz geizen und schafen milch. Und gariophil.          | Hier nimm Ziegen- und Schafsmilch zu dir sowie Gewürznelken.            |
| Herbst     | November  | Hie iz galgan und cinemin. daz solt du dir guot sind.    | Hier iss Galgant und Zimt: Das wird dir gut tun.                        |

### Wintermonate
In den qualitativ „kalten“ sowie „feuchten“ Wintermonaten fallen die Ratschläge, wie 'sich im Februar vor dem Frost zu hüten', durchaus logisch und heute noch nachvollziehbar aus: Im Dezember „warme Dinge“ und im Jänner „nichts Kaltes“ zu essen wird empfohlen. Dieser Rat bezieht sich jedoch nicht ausschließlich auf warme Speisen, sondern primär auf Speisen, die als qualitativ „warm“ oder „kalt“ gelten. Dazu zählen unter anderem die in den Herbstmonaten empfohlenen Gewürze Nelken, Galgant und Zimt.
Im Februar wird ein weiterer wichtiger Aspekt der mittelalterlichen Heilkunst angeführt: der Aderlass. Dabei ist vor allem die Stelle, an welcher Blut abgelassen wird, von Bedeutung. Je nach Art und Weise der Beschwerden, der Jahreszeit sowie je nach dem Stand der Gestirne sei über die günstigste Stelle zu entscheiden. Durch den Aderlass soll ein Gleichgewicht des Blutes im Körper wiederhergestellt werden.
Besonders wichtig war dieser Aspekt, da die Blutproduktion im Mittelalter als kontinuierlich angesehen wurde und man noch keinerlei Kenntnisse vom Blutkreislauf hatte.

### Frühlingsmonate
Grundsätzlich gilt als Ziel der Ratschläge für die Frühlingsmonate, den Körper zu reinigen und zu entschlacken, um ihn mit der wieder erwachenden Natur im Frühling in Einklang zu bringen. Dazu sollen beispielsweise Pflanzen wie Flohkraut und Sellerie (im Monat Mai), denen zahlreiche Heilkräfte zugeschrieben werden, beitragen.
Der Ratschlag, im März „häufig“ zu baden, deutet vor allem darauf hin, dass die Grundsätze der Seckauer Monatsregeln sowie die humoralpathologischen Prinzipien den Rezipientinnen durchaus bekannt waren. Andernfalls hätte man die Art des Bades angegeben. Immerhin können die physiologischen Wirkungen des Bades an sich durch alle vier Qualitäten beschrieben werden: warm, kalt, feucht oder trocken. Die Wirkungen des Bades werden auch in anderen humoralmedizinischen Schriften des Mittelalters als vielfältig beschrieben: So kann ein Bad von überflüssigen und schlechten Körpersäften reinigen, den ausgetrockneten Körper feucht machen, die natürliche Wärme des Körpers stärken, verdauungsfördernd wirken oder Müdigkeit sowie Schmerzen bekämpfen. Je nach intendierter Wirkung und Verhältnis der Körpersäfte des Badenden müssen folglich Wassertemperatur und die Dauer des Bades entsprechend angepasst werden.
Der Ratschlag, im Monat März, möglichst Gebratenes zu essen, bezieht sich auf die qualitative Zubereitungsmethode des Bratens: Lebensmittel wie beispielsweise Fisch, der als „kalt“ und „feucht“ gilt, behalten beim Braten die Feuchtigkeit und somit ebendiese qualitative Eigenschaft bei. Im Gegensatz dazu ändert sich beim Kochen, das „erwärmend“ und „trocknend“ auf die Speisen wirkt, die Primärqualität „feucht“ des Fisches folglich zu „trocken“.

### Sommermonate
Den Primärqualitäten der Sommermonate, „heiß“ und „trocken“, soll mittels kühlender und feuchtigkeitsspendender Ernährung ausgleichend entgegengewirkt werden. Salat (der auch bei Hildegard von Bingen als „kalt“ beschrieben wird), Obst (wie zum Beispiel Birnen, die als „kalt“ und „trocken“, oder Pflaumen, die als „kalt“ und „feucht“ gelten) und Trinken auf den nüchternen Magen versprechen, dabei Abhilfe schaffen. Vor allem das „kalte“ und „feuchte“ Wasser soll – ganz im Sinne der Contraria contrariis – die Hitze und Trockenheit des Sommers ausgleichen.
Das Verbot des Aderlasses im Monat Juli könnte durch die Aufrechterhaltung des Gleichgewichtes der Körpersäfte erklärt werden, da diese wohl bei der Hitze des Sommers durch den Aderlass gefährdet sein könnte.
Den Körper im heißen und trockenen Sommer vor dem Austrocknen zu bewahren, soll auch im August mit der Ermahnung, keine erhitzenden Speisen zu sich zu nehmen, angestrebt werden.

### Herbstmonate
Als adäquate Speisen im Herbst, der als Jahreszeit mit den Eigenschaften „kalt“ und „feucht“ gilt, sind vor allem Gewürze wie Zimt, Muskatnuss, Kardamom, Nelken, Ingwer oder Galgant – mit den Primärqualitäten „warm“ und „feucht“ – zu sich zu nehmen, um der voranschreitenden Kälte entgegenzuwirken. Während Diptam und Consolida (Symphytum officinale), die heute als giftig angesehen werden, im Mittelalter jedoch als Heilmittel galten, in den Herbstmonaten besonders empfohlen wurden, konnte auch im Monat September wieder ein Aderlass erfolgen.
Grundsätzlich galt es, für den Körper in den Monaten vor dem Winter Reserven anzulegen, von denen er in den kalten Monaten zehren kann. Schafs- und Ziegenmilch – wie im Kalenderspruch des Oktobers angeraten wird – sollten durch ihren hohen Fett- und Nährstoffgehalt den Körper ebenfalls auf die anspruchsvolle Zeit des Winters vorbereiten.